# Kim Ji-yeon

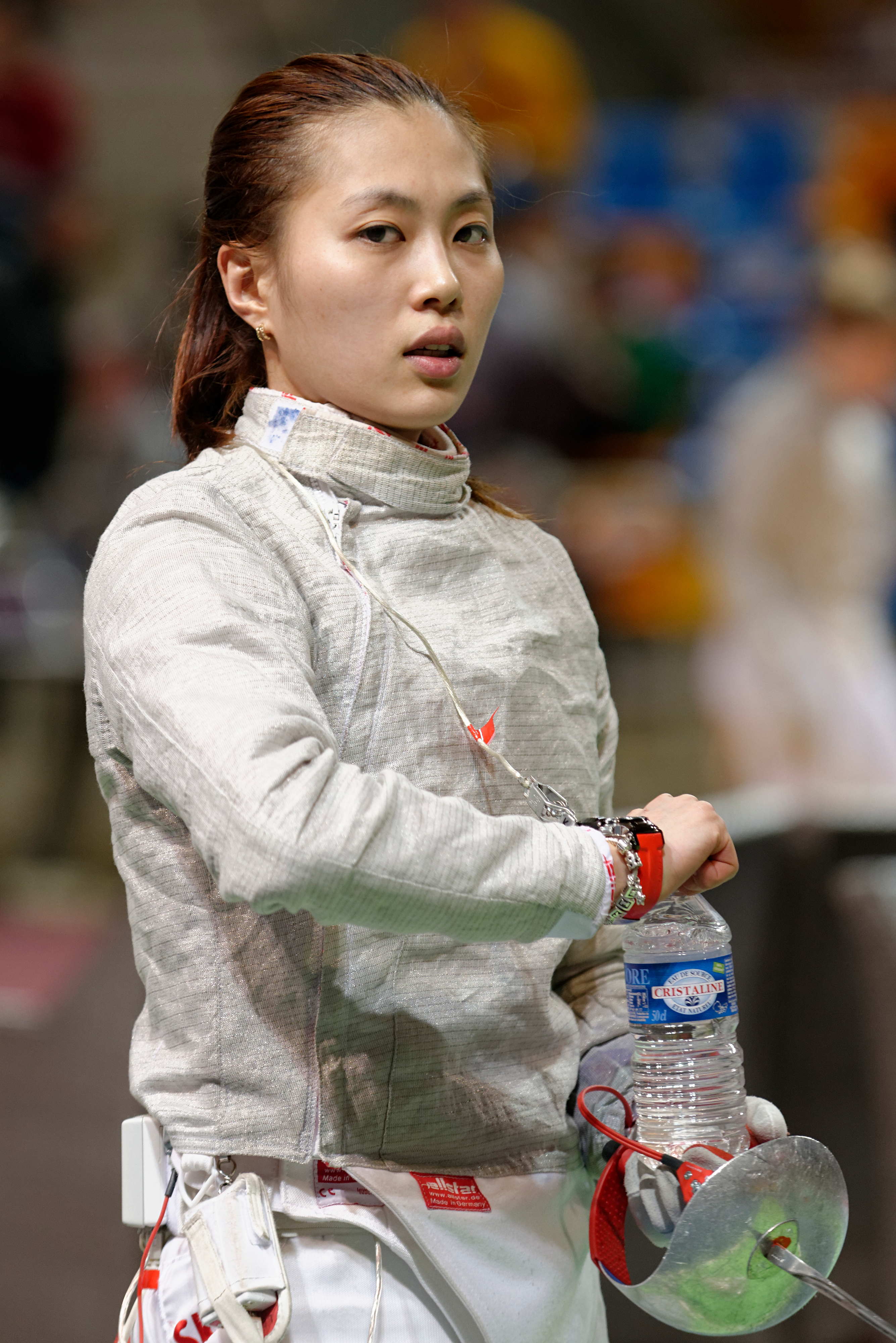
Kim Ji-yeon (2014)

Kim Ji-yeon (* 12. März 1988 in Busan, Südkorea) ist eine südkoreanische Säbelfechterin und Olympiasiegerin. Sie ficht für den Iksan City Fencing Club.
Bei der Sommer-Universiade 2011 in Shenzhen gewann Kim Ji-yeon sowohl im Einzel als auch mit der Mannschaft Bronze. In den Jahren 2011 und 2012 wurde sie Asienmeister mit der südkoreanischen Mannschaft.
Im Jahr 2012 bei den Olympischen Spielen in London errang Kim Ji-yeon Gold im Einzel.
Sie besiegt im Halbfinale überraschend Mariel Zagunis, zwischenzeitlich lag sie mit 2:8 zurück und startete beim Stand von 10:13 eine Aufholjagd, die zum 15:13 Endstand führte. Im Finale dominierte Kim Ji-yeon im Gefecht gegen Sofja Welikaja souverän bis zum 15:9.
Kim Ji-yeon ist die erste südkoreanische Frau, die eine olympische Goldmedaille im Fechten erhielt, und die zweite südkoreanische Fechterin mit einer olympischen Medaille nach Nam Hyun-hee, die Silber im Jahr 2008 mit dem Florett gewann. Sie ist auch der zweite südkoreanische Fechter mit einer Goldmedaille bei den Olympischen Sommerspielen nach dem Florettfechter Kim Young-ho aus dem Jahre 2000.
2013 wurde sie in Shanghai Asienmeisterin sowohl im Einzel als auch mit der Mannschaft.
Weiter gewann sie bei den Weltmeisterschaften in Budapest Bronze im Einzel.
Bei den 2021 ausgetragenen Olympischen Spielen 2020 in Tokio gewann sie mit der Mannschaft die Bronzemedaille.